# Рота поліції «Чернігів»
Рота «Черні́гів» (РПСПОП «Чернігів») — підрозділ патрульної поліції особливого призначення Головного управління Національної поліції в Чернігівській області.

## Історія
Як спецпідрозділ МВС нового типу, був створений опісля Революції гідності одним із перших в Україні.
Порушення конституційного ладу та громадського правопорядку на півдні і сході України після Революції гідності змусили керівництво МВС ухвалити рішення про створення 30 додаткових спецпідрозділів міліції на основі громадських об'єднань з метою зупинити політичну дестабілізацію в регіонах. Кістяк батальйону створили вихідці із 14-ї сотні Самооборони Майдану «Вільні Люди» на чолі з сотником Романом Пицківим.
Основними завданнями батальйону стала охорона громадського порядку та спокою в Чернігові, забезпечення миру у прикордонних з Росією районах, а також — у місцях порушень конституційного ладу в Україні за межами області. Як згадує комбат Пицків: «Саме створення батальйону було нелегким. Я отримав завдання зібрати людей. Була вказівка від Андрія Парубія організовувати людей з Самооборони, я взяв хлопців з Майдану, тих, хто не пішов в Нацгвардію. Ми приїхали в Чернігів, там дали приміщення стареньке і почали процес навчання». 13 травня перші 46 спецпризначенців після десятиденної підготовки в урочистій атмосфері склали присягу, одержали зброю та посвідчення спеціальних співробітників міліції.
Бійці батальйону «Чернігів» розпочали свою діяльність з патрулювання вулиць обласного центру. Незабаром вони були долучені до захисту суверенітету й територіальної цілісності держави в рамках проведення АТО на сході України. Спецпризначенці вирушили на Луганщину, спершу до Кремінної в Луганській області, де провели зачистку від сепаратистів, а потім — заходили у місто Рубіжне разом з підрозділами Збройних Сил. Брали участь в операції з виведення з оточення підрозділів НГУ в Лисичанську перед його звільненням. Далі — аналогічні зачистки у Сєвєродонецьку, Лисичанську, Красному Яру та Вегунці Жовтневого району м. Луганськ, Ольховій та смт Станиця Луганська. В цілому, в зоні АТО спецпризначенці відбивали атаки сепаратистів, охороняли блокпости, патрулювали вулиці звільнених міст, контролювали перевезення вантажів автотранспортом і допомагали мирним жителям під час евакуації. Зі слів комбата Пицківа: «Ми йдемо слідом за армією та займаємося зачисткою небезпечних об'єктів. Знаходимо тих, хто підтримував сепаратистів грошима, постачав їх формою та продуктами. У багатьох з них виявляємо зброю та боєприпаси. За час існування батальйону ми передали в СБУ понад сорок осіб».
У листопаді–грудні бійці батальйону «Чернігів» продовжували перебувати в районі Станиці Луганській на кордоні між РФ та ЛНР. 26 листопада Станиця Луганська була обстріляна «Градами». 29 листопада після обстрілу з із мінометів та реактивної артилерії позиції спецпризначенців були атаковані чотирма танками. За допомогою власних РПГ та вогню сусідів-артилеристів атака була відбита.
21 грудня 2015 року чергова ротація бійців спецбатальйону «Чернігів» вирушили в зону бойових дій на Донбасі будучи вже в складі новоствореної Національної поліції. В зоні своєї відповідальності поліцейські батальйону «Чернігів» виконували завдання з охорони громадського порядку, охороняли стратегічні об'єкти, чергували на блокпостах, здійснюючи пропускний режим людей та вантажів.
15 квітня 2016 року напередодні другої річниці створення батальйону «Чернігів» (з цього року роти) в Головному управлінні Національної поліції в Чернігівській області відбулися урочисті заходи. Варто відзначити, що зранку з Донбасу повернулася частина чернігівських спецпризначенців, які несуть службу в Кураховому Мар'їнського району Донеччини. Наступна ротація роти «Чернігів» виконуватиме бойові завдання вже у Маріуполі.
До Головного управління привітати бійців зі святом прибули заступник голови Чернігівської обласної державної адміністрації Наталія Романова та голова Чернігівської міської ради Владислав Атрошенко, друзі, побратими і родичі спецпризначенців.
Виступаючи перед поважним зібранням, Едуард Альохін привітав бійців зі святом та підкреслив, що історія батальйону «Чернігів» стала частиною української історії. Бійці батальйону з честю виконали свій обов'язок та захистили Україну від ворога, коли в країні дієздатних підрозділів було зовсім небагато.
Очільник Головного управління Національної поліції згадав славних бійців — Андрія Іщенка, Олександра Найдьона та Віктора Запеку, які загинули в бою з терористами у Станиці Луганській. На знак пам'яті про загиблих мати побратима Олена Запека отримала від бійців прапор батальйону «Чернігів».
Про те, наскільки завзято воювали чернігівці, свідчить той факт, що свого часу за кожного бійця спецбатальйону сепаратисти призначили значну винагороду. У свою чергу міський голова Чернігова Владислав Атрошенко від імені 300-тисячного міста висловив вдячність бійцям роти за їх службу та пообіцяв спецпризначенцям всебічну допомогу та підтримку. За мужність та героїзм, проявлені під час виконання службових обов'язків на Донбасі, ряд бійців роти «Чернігів» були нагороджені почесними грамотами Чернігівської обласної ради та нагрудними знаками. Також чернігівці отримали подяки від Чернігівської міської ради. Цього дня в Києві ще 20 чернігівських спецпризначенців були нагороджені відомчими та державними нагородами.
26 січня 2017 року на Донбас вирушили бійці роти поліції особливого призначення «Чернігів». Спецпризначенці охоронятимуть стратегічні об'єкти в Маріуполі, будуть підтримувати публічний порядок у місті й братимуть участь у спільних операціях з Нацгвардією та СБУ.
11 червня 2024 року стало відомо, що роту «Чернігів» об'єднали  з Ротою поліції особливого призначення в Батальйон поліції особливого призначення ГУПН в Чернігівській області.

## Шефська допомога
Гуманітарну допомогу особовому складу спецбатальйону «Чернігів» координують волонтери Василь Бородчук, Катерина Кривошей, Кирило Левтеров, Максим Дзінера та Оксана Рубан, які безпосередньо контактують із комбатом Пицківим. Заступник командира батальйону «Чернігів» Віталій Костюченко зазначив, що на сьогоднішній день спецпризначенці забезпечені теплим зимовим обмундируванням і харчами. Частково вирішена застаріла проблема із транспортом: небайдужі земляки-сіверці подарували батальйону міні-вени «Крайслер-вояджер» та «Додж-караван» для екстреної евакуації хворих та проведення контрдиверсійних операцій.

## Втрати
- Найдьон Олександр Вікторович, старший сержант міліції, загинув 16 листопада 2014 року.
- Запека Віктор Олександрович, рядовий міліції, загинув 16 листопада 2014 року.
- Іщенко Андрій Васильович, рядовий сержант міліції, загинув 16 листопада 2014 року.
- Лось Роман Миколайович, сержант міліції, помер 10 червня 2016 року[18].

## Відзнаки

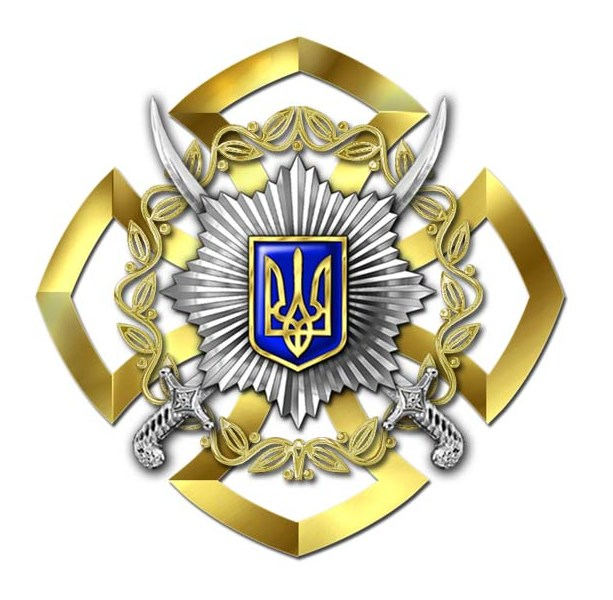
Нагрудний знак МВС України «За відвагу в службі»

21 жовтня на урочистих зборах в залі колегії УМВС України в Чернігівській області заступник Міністра внутрішніх справ Микола Величкович вручив нагороди найкращим чернігівським спецпризначенцям. Командир батальйону Пицьків Роман був нагороджений іменною зброєю; чотирьох бійців нагородили нагрудним знаком МВС України «За відвагу в службі»; п'ятьом — оголосили подяку МВС; двадцяти двом — були присвоєні чергові спеціальні звання. Начальник УМВС України в Чернігівській області генерал-майор міліції Олег Демченко назвав спецбатальйон «Чернігів» — одним з «найкращих у державі».

## Конфлікти
18 червня 2015 року тодішній голова Луганської обласної військово-цивільної адміністрації Геннадій Москаль звернувся до МВС, ЗСУ й РНБО з вимогою роззброїти через злочинну діяльність батальйони «Торнадо» і «Чернігів», зокрема через інцидент з незаконним транзитом. Того ж дня «Торнадо» було розформовано.